# Policlinico di Milano
Il Policlinico di Milano, conosciuto anche come Ospedale Maggiore di Milano, o Ospedale Ca' Granda di Milano, è un ospedale generale che comprende attività ospedaliere in differenti ambiti: materno-infantile, malattie rare, trapianti, dermatologia, ematologia, gastroenterologia, epatologia e medicina del lavoro. Offre servizi per gravidanze e parti complessi (prematuri, gemellari, patologie neonatali) trattati presso la Clinica Mangiagalli e uno dei pronto soccorsi più attivi in Lombardia.
È il più antico ospedale di Milano, essendo stato fondato nel 1456. Vista la sua natura di Istituto di ricovero e cura a carattere scientifico oltre alla cura svolge attività di ricerca biomedica e sanitaria di tipo clinico e traslazionale.
È polo universitario e propone oltre ai corsi di laurea magistrale in medicina e chirurgia e odontoiatria e protesi dentaria nove lauree sanitarie (Igiene dentale, Infermieristica, Infermieristica pediatrica, Ortottica e Assistenza Oftalmologica, Ostetricia, Tecniche audiometriche, Tecniche audioprotesiche, Tecniche di laboratorio biomedico e Tecniche di radiologia medica, per immagini e radioterapia) e la laurea magistrale in Scienze delle professioni sanitarie della prevenzione.
Il suo nome completo è Fondazione Istituto di Ricovero e Cura a Carattere Scientifico (IRCCS) Ca' Granda Ospedale Maggiore Policlinico, e il suo attuale presidente è l'architetto Marco Giachetti.

## Storia

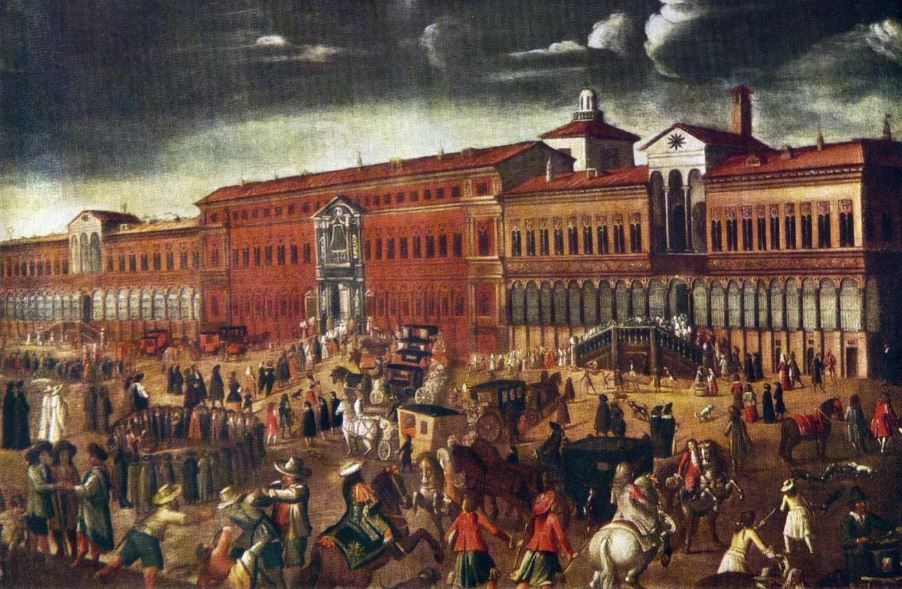
La Ca' Granda, all'epoca sede dell'Ospedale Maggiore di Milano, nel giorno della Festa del Perdono (fine del XVII secolo)

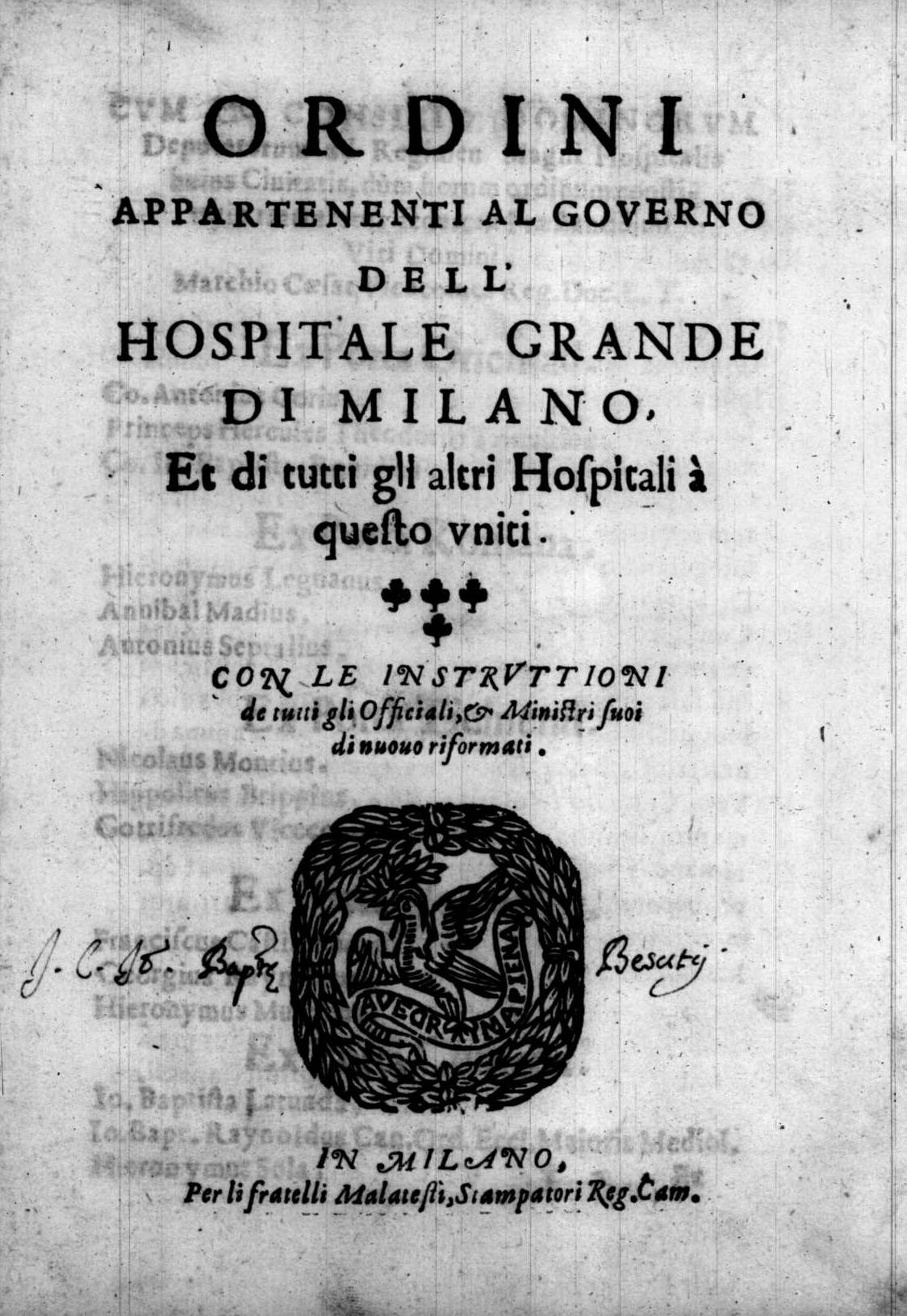
Ordini appartenenti al governo dell'Hospitale Grande di Milano et di tutti gli altri hospitali a questo uniti, 1642

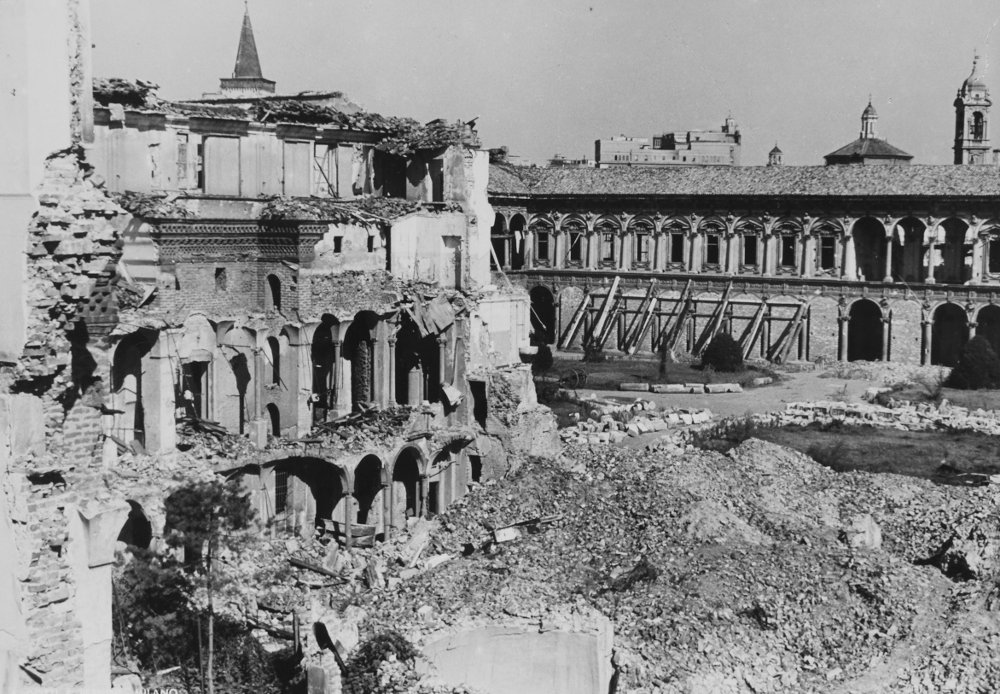
Il cortile dell'ex Ospedale maggiore, ormai sede dell'Università di Milano, dopo i bombardamenti del 1943

L'Ospedale Maggiore di Milano nel 1950

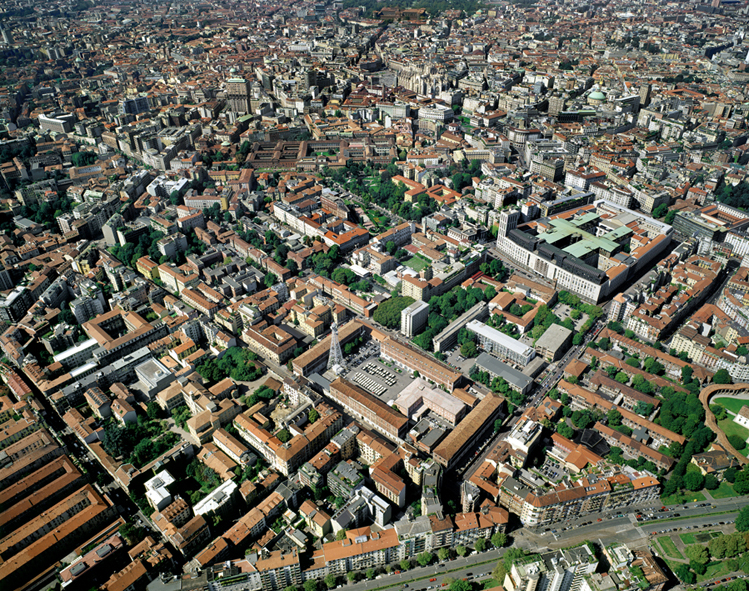
Vista aerea del Policlinico di Milano prima dei lavori di demolizione avvenuti tra il 2010 e il 2011

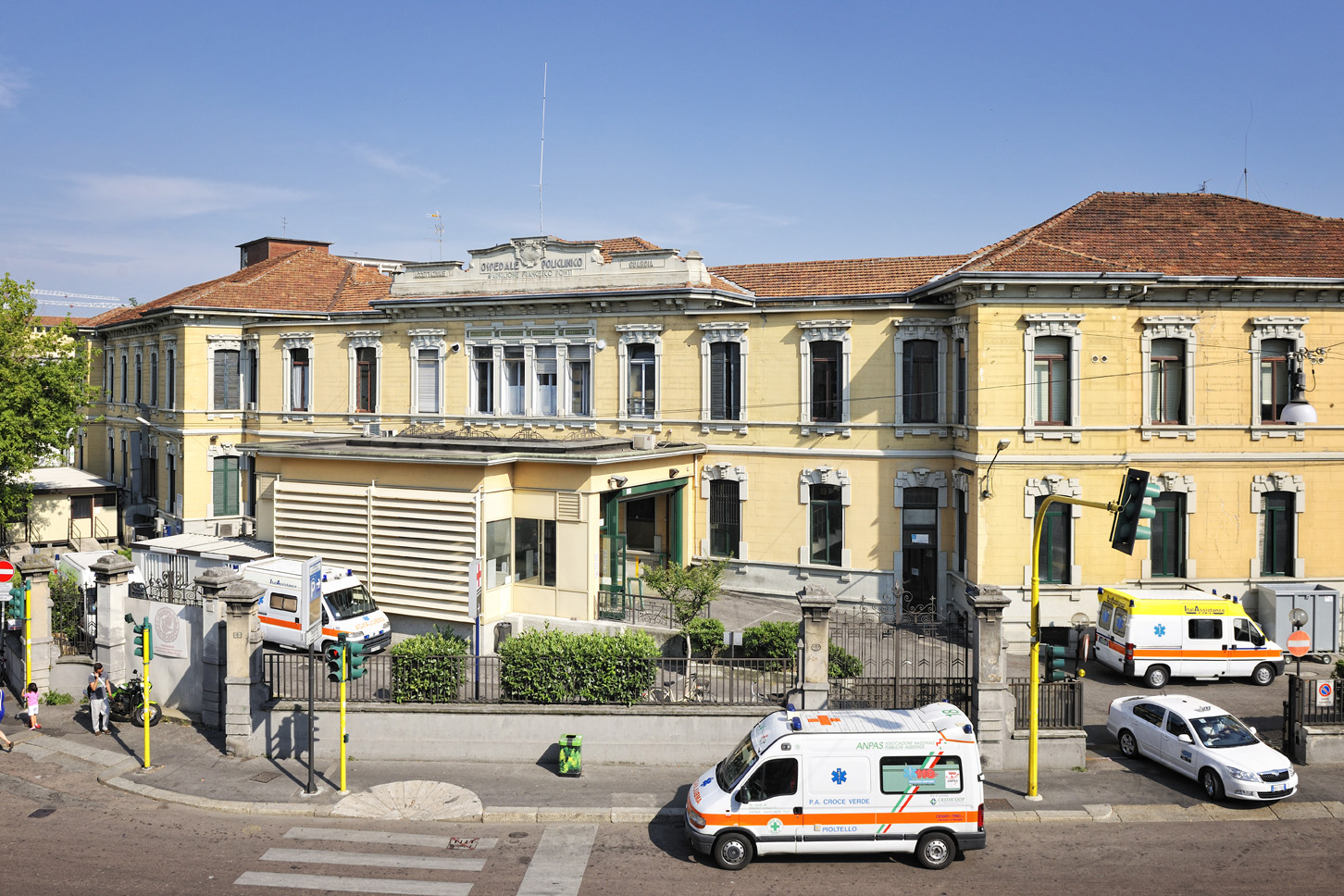
Vecchio padiglione Guardia del Policlinico di Milano prima dei lavori di ristrutturazione iniziati nel 2010

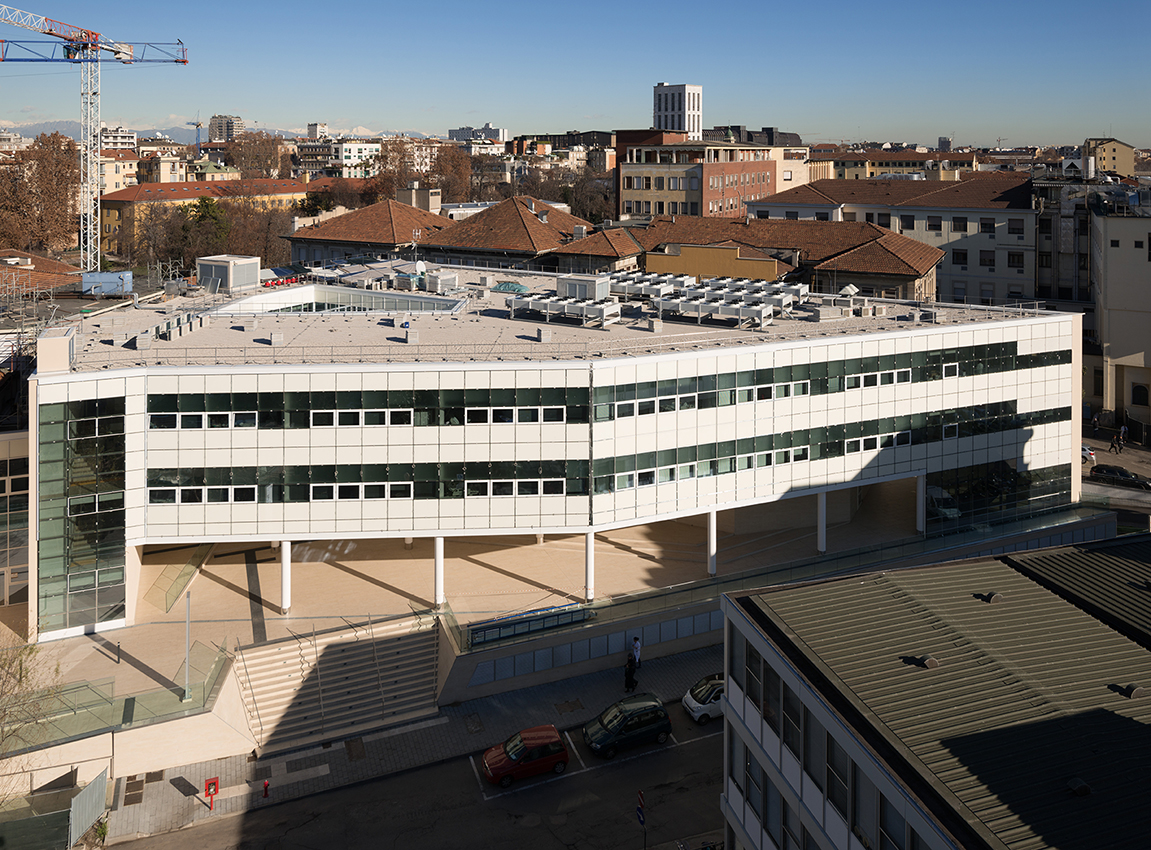
Nuovo padiglione Guardia e Pronto Soccorso del Policlinico di Milano dopo i lavori di ristrutturazione

Nel 1456 il duca di Milano Francesco Sforza fondò la Magna Domus Hospitalis (Ca' Granda), un nosocomio dedicato all'Annunciata, sostanzialmente per accattivarsi il favore del popolo, ancora fedele alla famiglia dei Visconti di Milano, sebbene il nuovo Duca avesse da tempo sposato Bianca Maria Visconti.
Il comandante, entrando vittorioso in Milano il 25 marzo 1450, giorno dell'Annunciazione, fece voto di dedicare un'istituzione benefica all'Annunciata: fu così che la nuova fondazione divenne lo Spedale della Nunciata. Progettato dal celebre architetto Filarete, l'ospedale rientrò nel proposito dello Sforza di dare compimento e stabilità alla riforma degli ospedali cominciata dall'arcivescovo Rampini negli anni della Repubblica Ambrosiana.
Benché nato come ospedale dei poveri, fu però fin dall'inizio un ospedale in cui si curavano malati con speranza di guarigione. Le malattie croniche venivano trattate in ospedali fuori città. Per questo motivo l'ospedale maggiore è sempre stato il centro di informazione e rilevamento della situazione sanitaria della città.
Il 13 febbraio 1595 Camillo de Lellis introdusse i suoi Ministri degli Infermi all'Ospedale Maggiore e nel 1613 redasse qui una nuova versione delle Regole del suo Ordine.
Tra il 1895 e il 1929, con costruzioni realizzate in più lotti, si decise lo spostamento dell'ospedale al di là del naviglio (dove aveva già cominciato ad espandersi); questo avvenne con la concomitante fondazione dell'Università statale. La Statale prese possesso dei vecchi edifici della Ca' Granda (dove si trova tuttora); l'Ospedale Maggiore, come Policlinico Universitario si spostò in una vasta area compresa fra le vie Francesco Sforza (dove era la Cerchia dei Navigli), il corso di Porta Romana, le vie Lamarmora, Commenda e San Barnaba. Il primo istituto ad essere inaugurato fu quello Ostetrico ginecologico, voluto da Luigi Mangiagalli (primo rettore dell'Università) e che oggi porta il suo nome. Insieme allo spostamento si era deciso di creare un grande ospedale generale: l'area venne trovata a Niguarda, un comune limitrofo che nel 1923 era diventato parte di Milano. Il nuovo ospedale di Niguarda, su progetto di Giulio Marcovigi, Ulisse Arata ed Enrico Ronzani, fu realizzato tra il 1932 e il 1939. L'ospedale di Niguarda mantenne il nome di Ca' Granda, mentre il Policlinico tenne il nome di Ospedale Maggiore.
Ulteriori "propaggini" dell'ente ospedaliero furono l'Ospedale San Carlo Borromeo e l'ospedale Città di Sesto San Giovanni. L'ente venne successivamente smembrato, dando così autonomia a diversi istituti, mentre altri nacquero indipendentemente e vennero inglobati successivamente.
Nel 1909 i fratelli Adelina e Marco De Marchi fondarono l'Asilo per le madri povere legittime "Regina Elena", che visse una sua storia indipendente fino agli anni 1990. Nel 1957 tale Opera Pia fu trasformata in ospedale specializzato, mentre divenne Ente Ospedaliero nel 1968 come Istituto di Ostetricia-Ginecologia e Pediatria "Regina Elena". Nel 1992 la "Regina Elena" è stata un presidio della USSL 75/1 (poi AUSSL 36 di Milano). Dal 1998 al 2004 gli Istituti Clinici di Perfezionamento Devoto, Mangiagalli e Regina Elena vennero posti sotto un'unica egida.
Nel 2004 viene fondata la Fondazione IRCCS Ospedale Maggiore Policlinico, Mangiagalli e Regina Elena.
Nel 2010 cambia il nome riacquistando la vecchia dicitura di Ca' Granda.

## Stemma
Il sigillo dell'Ente riportava la scena dell'Annunciazione e il motto ave gratia plena. Successivamente lo stemma fu semplificato nella sola colomba dello Spirito Santo.
La rappresentazione araldica, ancora alla base dell'attuale logo della Fondazione, è strettamente connessa all'impresa viscontesa della tortora col fiammante e raggiante. Alla colomba fu aggiunto in seguito il ramo d'ulivo nel becco. Fino al 1825 l'Ente aveva il compito dell'assistenza dei trovatelli o bambini esposti che, considerati "figli dell'ospedale", ricevevano il cognome di "Colombo", dall'ispirazione dell'insegna ospedaliera.
In seguito anche gli ospedali di Niguarda, Sesto San Giovanni e il San Carlo Borromeo ottennero insegne o sculture che ne richiamano la dedicazione.

## Ospedale
- Padiglione Zonda: chirurgia generale e trapianti
- Padiglione Monteggia: neurochirurgia, neurologia, terapia intensiva neuroscienze, chirurgia maxillo-facciale, otorinolaringoiatria, oculistica
- Padiglione Sacco: radiologia, cardiologia, psichiatria
- Padiglione Granelli-Marcora: medicina interna, endocrinologia, ematologia, medicina nucleare, geriatria, immunologia, malattie infettive
- Padiglione Litta: il primo costruito nell'area oltre il Naviglio nel 1895; ospita la sede dell'Associazione italiana soccorritori
- Padiglione Frigerio (via Lamarmora): poliambulatorio
- Padiglione "Beretta Neuro": demolito nel 2012 (precedentemente ospitava la neurochirurgia e la terapia intensiva neuroscienze)
- Padiglione Ponti: pronto soccorso generale[2]
- Padiglione Guardia: pronto soccorso, terapia intensiva generale, terapia intensiva cardiochirurgia, chirurgia generale e di urgenza, medicina alta intensità di cura, dermatologia, traumatologia
- Padiglione Guardia II: demolito nel 2012 (precedentemente ospitava la psichiatria)
- Padiglione Marangoni: immunoematologia, trasfusioni e trapianti
- Padiglione Bosisio: anatomia patologica
- Clinica Mangiagalli: ostetricia-ginecologia e neonatologia-patologia neonatale, gastroenterologia
- Clinica De Marchi: pediatria, terapia intensiva pediatrica e pronto soccorso pediatrico
- Clinica Regina Elena: oculistica, centro cura sterilità e ambulatori di medicina del lavoro, ambulatori pediatrici
- Clinica del Lavoro Luigi Devoto: medicina del lavoro, laboratori, pneumologia
- Padiglione Alfieri: chirurgia pediatrica, otorinolaringoiatria, odontoiatria
- Padiglione Bergamasco: oncologia, terapia del dolore
- Padiglione C. Riva - Croff: nefrologia, urologia, trapianti

## Policlinico Universitario
Per tradizione il Policlinico di Milano è sede universitaria e ospita il Polo Centrale dell'Università degli studi di Milano (UniMi) proponendo i corsi di laurea magistrale in Medicina e Chirurgia, in Odontoiatria e protesi dentaria e corsi di lauree sanitarie e scuole di specializzazione.

## Centro di ricerca
È il primo IRCCS pubblico per qualità e produttività scientifica con ricercatori di rilevanza internazionale. I programmi di ricerca sono fortemente integrati all'attività clinica (neurologia, ginecologia, gastroenterologia, pediatria, malattie rare, ematologia).
Il Policlinico di Milano è stato accreditato dal Centro Nazionale Trapianti per eseguire il trapianto del microbiota fecale umano.

## L'ospedale COVID-19
Nel marzo 2020, in occasione della pandemia di COVID-19, Fondazione Fiera Milano, per volere della Regione Lombardia, in collaborazione con Fondazione IRCCS Ca' Granda Ospedale Maggiore Policlinico, ha messo a disposizione i padiglioni 1 e 2 del Portello a Fieramilanocity per affrontare l'emergenza della relativa carenza di posti letto nei reparti di rianimazione negli ospedali della Lombardia, per un totale di 25.000 metri quadri di superficie. Nei padiglioni sono stati allestiti 4 moduli ospedalieri appositamente attrezzati per i malati acuti, e tutti i servizi necessari per il personale medico-ospedaliero, per un totale di 205 posti letto, gestiti dal Policlinico di Milano.
Si tratta di un ospedale a tutti gli effetti, in grado di essere operativo a 360 gradi. Non solo una degenza per i ricoverati da coronavirus, ma una struttura in grado di curare ogni altra patologia correlata.

## Raccolte d'arte
Le raccolte d'arte dell'Ospedale Maggiore sono di notevole interesse storico-artistico e comprendono una vasta raccolta di ritratti dei benefattori dell'ente ospedaliero, dal XV al XX secolo.